# Jacek Napiórkowski
Jacek Napiórkowski (ur. 1966 w Rzeszowie) – polski poeta, prozaik i tłumacz. Redaktor naczelny kwartalnika literackiego „Nowa Okolica Poetów”.

## Życiorys
Absolwent The City University of New York (USA) i The University of Hull (Wielka Brytania). O jego twórczości pisali m.in. Krzysztof Karasek, Krzysztof Lisowski, Jarosław Markiewicz, Julian Kornhauser, Ryszard Kapuściński, Jarosław Mikołajewski, Adriana Szymańska, Jerzy Gizella, Henryk Bereza, Rafał Rżany, Grzegorz Kociuba, Jakub Kornhauser, Tomasz Mizerkiewicz, Małgorzata Ślarzyńska, Karol Płatek  i inni. Od 2000 członek warszawskiego oddziału Stowarzyszenia Pisarzy Polskich.
Laureat m.in. FAMY w 1987, Nagrody I stopnia Miasta Rzeszowa  w dziedzinie Literatury w 2003. W 2004 twórczość autora została przedstawiona kapitule Nagrody Fundacji im. Kościelskich przez Ryszarda Kapuścińskiego. Przekładana była na język angielski, włoski, chorwacki, hiszpański, serbski. Uczestnik pierwszej edycji Warszawskiego Festiwalu Poezji im. Zbigniewa Herberta w 2004, kilkunastu edycji Przemyskiej Wiosny Poetyckiej w latach 1999-2010, Festiwalu literackiego w Mediolanie (Piccolo Teatro, 2008), Festiwalu Corso Polonia (Rzym, 2011), Międzynarodowego Festiwalu Literackiego w Gavoi (Sardynia, 2012), gdzie reprezentował Polskę. W cyklicznej, organizowanej przez Bibliotekę Narodową imprezie Imieniny Jana Kochanowskiego w 2013 zaprezentował się warszawskiej publiczności w Ogrodzie Saskim wraz z Julią Hartwig i Ryszardem Krynickim. Trzykrotnie występował na scenie w towarzystwie muzyków Marka Napiórkowskiego i Krzysztofa Napiórkowskiego jako 3 x Napiórkowski, między innymi w ramach Festiwalu Geyer Music Factory, (Łódź, 2016). W 2017 uczestniczył w Międzynarodowym Festiwalu Literackim Czas Poetów w Lublinie. W 2024 został nominowany do Orfeusza – Nagrody Poetyckiej im. K.I. Gałczyńskiego za tom Udając jednorożce.

## Twórczość
- Lodowiec – tom poezji (1990)
- Wiersze nowojorskie – tom poezji (1992)
- Bezdomny kolorem – tom poezji, wstęp i red. Krzysztof Karasek (Towarzystwo Literackie im. Stanisława Piętaka, Rzeszów 1998)
- Rozjaśnienia – tom poezji (Wydawnictwo Nowy Świat, Warszawa 2000)
- Podróż na trąbie – tom poezji (Wydawnictwo Nowy Świat, Warszawa 2002)
- Głupota krajobrazu – tom poezji (Podkarpacki Instytut Książki i Marketingu, Rzeszów 2006)
- Krótki, daremny bieg Tarzana – tom opowiadań (Podkarpacki Instytut Książki i Marketingu, Rzeszów 2004)
- Aniele nie upadaj/ Angelo non cadere; wersja polsko-włoska, przeł. Francesco Groggia; tom poezji (Podkarpacki Instytut Książki i Marketingu, Rzeszów, 2008)
- Fortepiany i delfiny – tom poezji (Podkarpacki Instytut Książki i Marketingu, Rzeszów 2010)
- Podwójne życie zegarów 1985-2010, wybór wierszy, wstęp: Krzysztof Karasek (Podkarpacki Instytut Książki i Marketingu, Rzeszów, 2013)
- Święto – tom poezji (WBPiCAK, Poznań 2016)
- Gniazda – opowiadania (WBPiCAK, Poznań, 2017)
- Udając jednorożce – tom poezji (Wydawnictwo Literackie, Kraków, 2023)[2]